# Heinz-Peter Buchberger
Heinz-Peter Buchberger (* 24. September 1949) ist ein ehemaliger deutscher Fußballspieler.

## Spielerkarriere
Heinz-Peter Buchberger war in der Jugend unter anderem bei Grün-Weiß Meiderich und Eintracht Duisburg aktiv. Bei Eintracht spielte er ab 1968 anschließend zwei Jahre im Herrenbereich, ehe er zum Ortsrivalen MSV Duisburg wechselte. Dabei bestritt er in der Saison 1968/69 13 Spiele für Eintracht Duisburg in der Fußball-Regionalliga West. Beim MSV kam Buchberger unter Trainer Rudolf Faßnacht in der Bundesliga-Spielzeit 1970/71 jedoch nicht über die Rolle des Ergänzungsspielers hinaus. Auch 1971/72 konnte er sich keinen Stammplatz erkämpfen.
So wechselte Buchberger zur Saison 1972/73 zum Ligakonkurrenten Hertha BSC. Dort wurde er unter Helmut Kronsbein als Stammspieler vorgesehen, spielte aber im ersten Spiele gegen Fortuna Düsseldorf so schlecht, dass er anschließend nur noch dreimal eingewechselt wurde.
Deshalb verließ Buchberger nach nur einem Jahr West-Berlin wieder und unterschrieb einen Vertrag beim FC 08 Homburg. Mit dem FCH spielte er 1973/74 in der Regionalliga Südwest und konnte in 23 Partien dazu beitragen, dass Homburg sich als Drittplatzierter für die neueingeführte 2. Bundesliga qualifizierte. 1974/75 hatte Buchberger dort zunächst unter Trainer Herbert Wenz einen Stammplatz sicher, als Wenz im September 1974 durch Uwe Klimaschefski ersetzt wurde, verlor Buchberger diesen vorübergehend. In der Schlussphase der Saison konnte er dann jedoch dazu beitragen, dass der FC Homburg sich mit Platz 14 den Klassenerhalt sicherte. 1975/76 verfehlte der FCH mit Platz drei knapp den Aufstieg. Allerdings konnte sich Heinz-Peter Buchberger auch in jener Spielzeit keinen Stammplatz erkämpfen, so dass er 1976 Homburg den Rücken kehrte.